# Soyauxia bipindensis
Espèce
Synonymes
- Soyauxia bipindensis Gilg ex Hutch. & Dalziel[2]
- Soyauxia laxiflora Gilg ex Hutchinson[2]

Soyauxia bipindensis est une espèce d'arbres sempervirents de la famille des Peridiscaceae.

## Description
Arbre d’une vingtaine de mètres de haut et de 40 cm de diamètre. Ses fruits sont de couleurs vert ou mauve et sont comestibles.

## Habitat
Il est répandu au Cameroun, au Niger, en Guinée équatoriale et au Gabon. Il pousse dans les forêts tropicales de l’Afrique de l’Ouest.